# Кальченко, Николай Антонович
Николай Антонович Кальченко (31.01.1911 — 23.10.1978) — директор завода имени М. И. Калинина Министерства машиностроения СССР. Герой Социалистического Труда.

## Биография
Родился 31 января 1911 года в поселке Нижнее-Дно, в черте города Днепропетровск, Республика Украина. Украинец. В 1928 году окончил школу фабрично-заводского ученичества, трудовую деятельность начал на вагоноремонтном заводе.
В 1929 году поступил в Днепропетровский металлургический институт, через 2 года перевелся в Ленинградский политехнический институт имени М. И. Калинина. В 1935 году успешно окончил институт по специальности «обработка давлением цветных металлов».
По окончании учёбы получил распределение на Ленинградский завод им. М. И. Калинина. С этим предприятием был связана все дельнейшая трудовая деятельность Н. А. Кальченко, где он прошел путь от механика участка до руководителя предприятия. В 1939 году вступил в ВКП/КПСС. В годы Великой Отечественной войны из города не эвакуировался. Работал начальником цеха, который осуществлял окончательную сборку реактивных снарядов для легендарных «Катюш». Возглавляемый им цех до конца войны собрал и отправил на фронт 123 тысячи реактивных снарядов.
В 1950 году назначен директором завода. До перехода предприятия на ракетно-космическую тематику Завод занимался серийным выпуском снарядов и взрывателей к ним, а также радиолокационных систем для Войск противовоздушной обороны.
В 1956—1958 годах по заданию С. П. Королёва на заводе было налажено изготовление вычислительного комплекса АСУ «Кварц», спроектированного группой студентов Ленинградского политехнического института, руководимой Т. Н. Соколовым. После серии испытании, АСУ «Кварц» блестяще проявил себя, работая на космических аппаратах, начиная с третьего искусственного спутника Земли.
Следующим этапом стала работа над изделием «Темп-1», вышедшим из цехов завода в августе 1960 года. В 1961 году изделия «Темп-1» находились на испытательных пунктах полигонов Капустин Яр и Тюра-Там. 12 апреля 1961 года во время полёта первого пилотируемого космического корабля «Восток» все изделия «Кварц» и «Темп-1» работали без сбоев, обеспечивая надежное определение орбиты ракеты и космического корабля «Восток» с Ю. А. Гагариным на борту, передавая данные в Москву, где находился координационно-вычислительный центр.
Под руководством Н. А. Кальченко завод совместно с Конструкторским бюро НПО «Импульс» под руководством Т. Н. Соколова, продолжая работать по космической тематике, занимался работами по созданию автоматизированных систем управления для Вооружённых сил СССР.
Указом Президиума Верховного Совета СССР от 6 ноября 1970 года за успешное выполнение специального задания правительства СССР Кальченко Николаю Антоновичу было присвоено звание Героя Социалистического Труда с вручением ордена Ленина и золотой медали «Серп и Молот».
Этим же Указом высокое звание было присвоено конструктору Соколову Тарасу Николаевичу.
В 1972 году Н. А. Кальченко вышел на пенсию.
Жил в городе Ленинград. Скончался 23 октября 1978 года. Похоронен на Серафимовском кладбище в городе Санкт-Петербург.
Награждён двумя орденами Ленина, тремя орденами Трудового Красного Знамени, орденами «Знак Почета», Красной Звезды, медалями.